# Komarjeva nedelja
Komarjeva nedelja je tradicionalna prireditev, ki poteka enkrat letno pred cerkvijo svetega Jerneja (Stara cerkev) v Ljubljani. Ime prireditve izhaja iz lokalnega ljudskega poimenovanja koledarske nedelje, ki neposredno sledi godu svetega Jerneja (24. avgust), zavetnika Stare cerkve v spodnji Šiški. Ob praznovanju komarjeve nedelje se pred cerkvijo zberejo prodajalci izdelkov domače obrti, domačih prehrambenih izdelkov, ljudje prikazujejo različne ročne spretnosti, spremljajo jih nastopi glasbenikov (pevski zbori, pihalne godbe, itd.)